# Record de France de natation dames du 100 mètres brasse
Ceci est la liste des records de France successifs de natation dames du 100 mètres brasse.

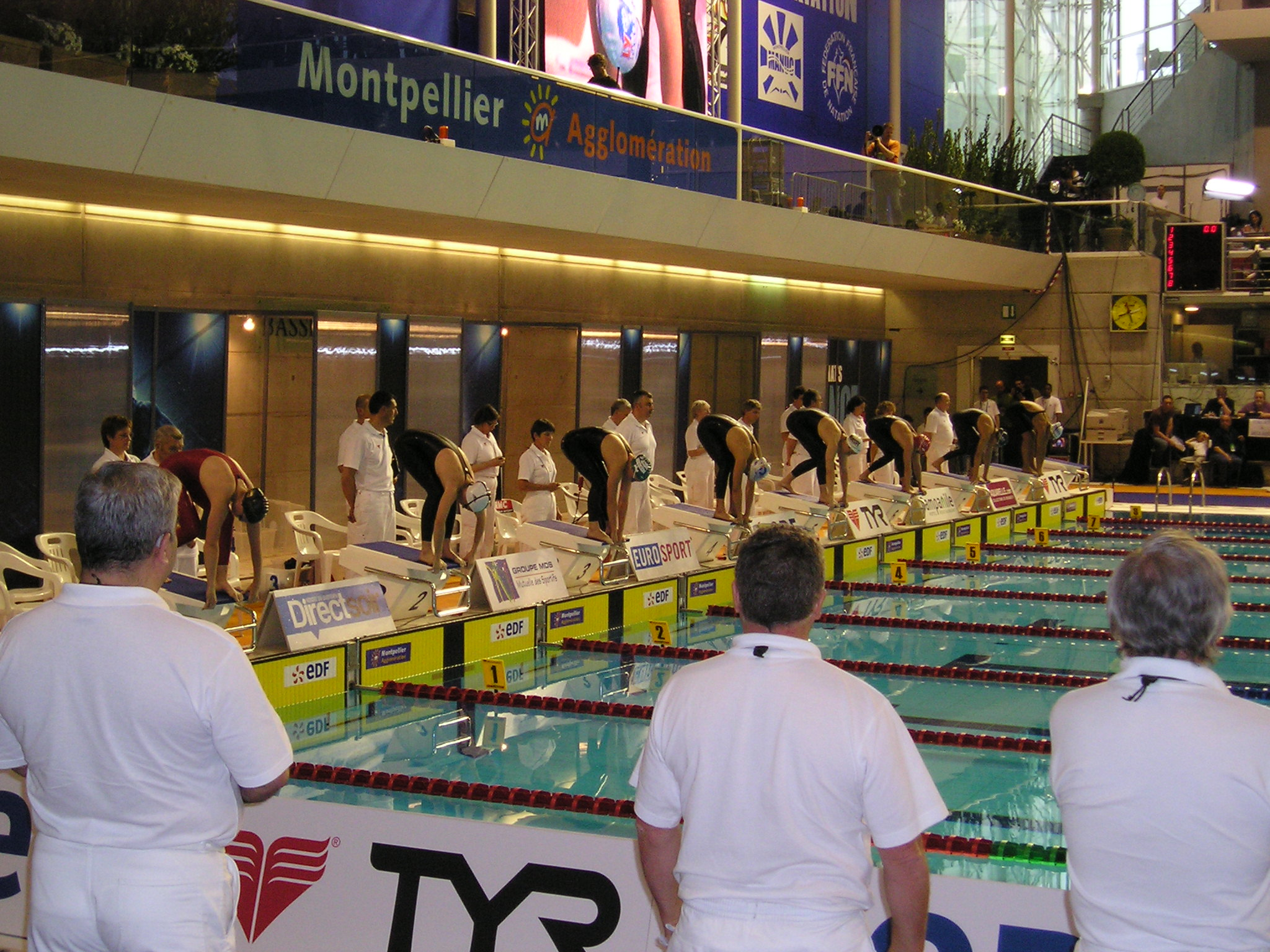
Départ de la course du record de France du 26 avril 2009, aux Championnats de France de natation, à Montpellier. La performance est réussie par Fanny Babou, ligne 3.

## Bassin de 50 mètres
| Temps                                                | Athlète                   | Naissance | Âge | Équipe                          | Compétition                | Lieu                  | Date              |
| ---------------------------------------------------- | ------------------------- | --------- | --- | ------------------------------- | -------------------------- | --------------------- | ----------------- |
| Brasse papillon                                      |                           |           |     |                                 |                            |                       |                   |
| 1 min 51 s 8                                         | Irma Burr (simple)        |           |     | S.N. Strasbourg                 |                            | Gare                  | 25 octobre 1919   |
| 1 min 47 s 8                                         | Alice Harlfinger (simple) |           |     | S.N. Strasbourg                 |                            | Strasbourg            | 21 août 1921      |
| 1 min 44 s 0                                         | Alice Stoffel             |           |     | S.R. Colmar                     |                            | Strasbourg            | 2 avril 1922      |
| 1 min 41 s 2                                         | Suzanne Kiffer-Porte      |           |     | Libellule de Paris              |                            | Paris Château-Landon  | 3 février 1924    |
| 1 min 40 s 8                                         | Antoinette Padou          |           |     | Enfants de Neptune de Tourcoing |                            | Tourcoing             | 9 août 1925       |
| 1 min 37 s 2                                         | Alice Stoffel             |           |     | S.R. Colmar                     |                            | Strasbourg            | 10 avril 1926     |
| 1 min 35 s 4                                         | Marguerite Gueth          |           |     | S.R. Colmar                     |                            | Strasbourg            | 13 mars 1932      |
| 1 min 34 s 0                                         | M. Maes                   |           |     | Enfants de Neptune de Tourcoing |                            | Tourcoing             | 7 octobre 1934    |
| 1 min 33 s 4                                         | Marguerite Gueth          |           |     | S.R. Colmar                     |                            | Bâle                  | 9 novembre 1934   |
| 1 min 31 s 0                                         | Françoise Letellier       |           |     | Mouettes de Paris               |                            | Gare                  | 20 décembre 1935  |
| 1 min 30 s 8                                         | Simone Gardet             |           |     | Club des nageurs de Paris       |                            | Gare                  | 16 décembre 1938  |
| 1 min 29 s 6                                         | Simone Gardet             |           |     | Club des nageurs de Paris       |                            | Gare                  | 17 décembre 1938  |
| 1 min 29 s 4                                         | Simone Gardet             |           |     | Club des nageurs de Paris       |                            | Paris Pailleron       | 6 mai 1939        |
| 1 min 28 s 4                                         | Simone Gardet             |           |     | Club des nageurs de Paris       |                            | Paris Neptuna         | 17 mai 1939       |
| 1 min 28 s 2                                         | Simone Gardet             |           |     | Club des nageurs de Paris       |                            | Paris Hébert          | 24 juillet 1939   |
| 1 min 27 s 8                                         | O. Casteur                |           |     | Enfants de Neptune de Tourcoing |                            | Tourcoing             | 18 mai 1946       |
| 1 min 23 s 2                                         | O. Casteur                |           |     | Enfants de Neptune de Tourcoing |                            | Menton                | 15 septembre 1947 |
| 1 min 22 s 5                                         | O. Casteur                |           |     | Enfants de Neptune de Tourcoing |                            | Marseille             | 17 septembre 1947 |
| 1 min 20 s 8                                         | O. Casteur                |           |     | Stade français                  |                            | Reims                 | 5 mars 1949       |
| 1 min 19 s 5                                         | Gisèle Vallerey           |           |     | Racing Universitaire Casablanca |                            | Casablanca            | 23 août 1949      |
| 1 min 19 s 1                                         | Gisèle Vallerey           |           |     | Racing Universitaire Casablanca |                            | Casablanca            | 10 avril 1950     |
| 1 min 17 s 4 RM                                      | Gisèle Vallerey           |           |     | Racing Universitaire Casablanca |                            | Casablanca            | 23 avril 1950     |
| Brasse depuis le 1er janvier 1953                    |                           |           |     |                                 |                            |                       |                   |
| Bassin de 50 m uniquement depuis le 1er janvier 1957 |                           |           |     |                                 |                            |                       |                   |
| 1 min 26 s 8                                         | Christiane Hirt           | 1939      | 18  | SN Strasbourg                   |                            | Metz                  | 30 juin 1957      |
| 1 min 25 s 7                                         | Christiane Hirt           | 1939      | 18  | SN Strasbourg                   |                            | Paris Vallerey        | 13 juillet 1957   |
| 1 min 24 s 5                                         | Nicolle Varvenne          |           |     | M. Val.                         |                            | Rome                  | 14 juin 1959      |
| 1 min 24 s 1                                         | Nicolle Varvenne          |           |     | M. Val.                         |                            | Tourcoing             | 31 mai 1960       |
| 1 min 23 s 4                                         | Michèle Pialat            |           |     | Racing Club de France           |                            | Paris Vallerey        | 11 juin 1960      |
| 1 min 23 s 2                                         | Michèle Pialat            |           |     | Racing Club de France           |                            | Paris Vallerey        | 25 juin 1960      |
| 1 min 23 s 0                                         | Amélie Mirkowitch         |           |     | TC Micheville                   |                            | Paris Vallerey        | 24 juillet 1960   |
| 1 min 22 s 5                                         | Michèle Pialat            |           |     | Racing Club de France           |                            | Paris Vallerey        | 23 juillet 1962   |
| 1 min 22 s 0                                         | Michèle Pialat            |           |     | Racing Club de France           |                            | Paris Vallerey        | 14 juillet 1963   |
| 1 min 21 s 8                                         | Amélie Mirkowitch         |           |     | TC Micheville                   |                            | Paris Vallerey        | 19 juillet 1963   |
| 1 min 20 s 5                                         | Danièle Dorléans          |           |     | Cercle des nageurs de Marseille |                            | Bagnols-sur-Cèze      | 20 juin 1965      |
| 1 min 20 s 4                                         | Véronique Arène           |           |     | Racing Club de France           |                            | Paris Vallerey        | 22 juin 1969      |
| 1 min 19 s 6                                         | Dominique Huin            |           |     | Bordeaux                        |                            | Paris Vallerey        | 30 juillet 1971   |
| 1 min 19 s 5                                         | Dominique Huin            |           |     | Bordeaux                        |                            | Udi...ne              | 28 août 1971      |
| 1 min 19 s 5                                         | Muriel Schmitt            |           |     | SR Colmar                       |                            | Vichy                 | 15 août 1973      |
| 1 min 19 s 29                                        | Muriel Schmitt            |           |     | SR Colmar                       |                            | Bordeaux              | 22 mars 1974      |
| 1 min 18 s 41                                        | Muriel Schmitt            |           |     | SR Colmar                       |                            | Marseille             | 15 avril 1974     |
| 1 min 18 s 37                                        | Muriel Schmitt            |           |     | SR Colmar                       |                            | Paris Vallerey        | 2 août 1974       |
| 1 min 18 s 28                                        | Annick de Susini          | 1960      | 15  | Lyon Natation                   |                            | Troyes                | 21 mars 1975      |
| 1 min 17 s 70                                        | Annick de Susini          | 1960      | 15  | Lyon Natation                   | Coupe latine               | Las Palmas            | 6 avril 1975      |
| 1 min 17 s 25                                        | Annick de Susini          | 1960      | 15  | Lyon Natation                   |                            | Tours                 | 16 août 1975      |
| 1 min 16 s 21                                        | Annick de Susini          | 1960      | 16  | Lyon Natation                   |                            | Tarbes                | 5 mars 1976       |
| 1 min 15 s 43                                        | Annick de Susini          | 1960      | 16  | Lyon Natation                   |                            | Turin                 | 16 mai 1976       |
| 1 min 15 s 26                                        | Annick de Susini          | 1960      | 17  | Lyon Natation                   |                            | Berlin-Est            | 11 décembre 1977  |
| 1 min 15 s 11                                        | Annick de Susini          | 1960      | 17  | Lyon Natation                   |                            | Berlin-Est            | 11 décembre 1977  |
| 1 min 13 s 07                                        | Annick de Susini          | 1960      | 18  | Lyon Natation                   |                            | Lille                 | 3 mars 1978       |
| 1 min 13 s 03                                        | Annick de Susini          | 1960      | 18  | Lyon Natation                   | Championnats du monde (f)  | Berlin-Ouest          | 22 août 1978      |
| 1 min 12 s 27                                        | Catherine Poirot          | 1963      | 17  | Club des nageurs de Paris       |                            | Bratislava            | 16 juin 1980      |
| 1 min 12 s 08                                        | Catherine Poirot          | 1963      | 20  | CJF Fleury les Aubrais          | Championnats de France (f) | Tours                 | 25 mars 1983      |
| 1 min 12 s 01                                        | Catherine Poirot          | 1963      | 21  | CJF Fleury les Aubrais          | Meeting de Strasbourg (s)  | Strasbourg            | 22 janvier 1984   |
| 1 min 11 s 94                                        | Catherine Poirot          | 1963      | 21  | CJF Fleury les Aubrais          | Meeting de Strasbourg (f)  | Strasbourg            | 22 janvier 1984   |
| 1 min 10 s 69                                        | Catherine Poirot          | 1963      | 21  | CJF Fleury les Aubrais          | Jeux Olympiques (s)        | Los Angeles           | 2 août 1984       |
| 1 min 10 s 14                                        | Pascaline Louvrier        | 1971      | 16  | Charleville-Mézières Natation   | Championnats d'Europe (f)  | Strasbourg            | 21 août 1987      |
| 1 min 10 s 09                                        | Anne-Sophie Le Paranthoën | 1977      | 29  | CS Clichy 92                    | Championnats de France (f) | Tours                 | 13 mai 2006       |
| 1 min 09 s 57                                        | Anne-Sophie Le Paranthoën | 1977      | 30  | Cercle des nageurs de Marseille | Coupe de France (f)        | Lyon                  | 25 février 2007   |
| 1 min 08 s 78                                        | Anne-Sophie Le Paranthoën | 1977      | 30  | Cercle des nageurs de Marseille | Championnats du monde (s)  | Melbourne             | 26 mars 2007      |
| 1 min 08 s 68                                        | Anne-Sophie Le Paranthoën | 1977      | 30  | Cercle des nageurs de Marseille | Championnats du monde (df) | Melbourne             | 26 mars 2007      |
| 1 min 08 s 37                                        | Fanny Babou               | 1989      | 20  | CNS Saint-Estève                | Championnats de France (f) | Montpellier           | 26 avril 2009     |
| 1 min 07 s 97                                        | Sophie de Ronchi          | 1985      | 25  | ES Massy Natation               | Championnats de France (f) | Strasbourg            | 23 mars 2011      |
| 1 min 07 s 76                                        | Charlotte Bonnet          | 1995      | 28  | Olympic Nice Natation           | Giant Open (f)             | Saint-Germain-en-Laye | 19 mars 2023      |
| 1 min 07 s 71                                        | Charlotte Bonnet          | 1995      | 28  | Olympic Nice Natation           | Championnats de France (s) | Rennes                | 14 juin 2023      |
| 1 min 07 s 54                                        | Charlotte Bonnet          | 1995      | 28  | Olympic Nice Natation           | Championnats de France (f) | Rennes                | 14 juin 2023      |

## Bassin de 25 mètres
| Temps         | Athlète                   | Naissance | Âge | Équipe                  | Compétition                            | Lieu      | Date             |
| ------------- | ------------------------- | --------- | --- | ----------------------- | -------------------------------------- | --------- | ---------------- |
| 1 min 08 s 28 | Pascaline Louvrier        | 1971      | 14  | SN Charleville-Mézières |                                        | Den Bosch | 15 décembre 1985 |
| 1 min 08 s 04 | Anne-Sophie Le Paranthoën | 1977      | 28  | CS Clichy 92            | Coupe du monde                         | Berlin    | 22 janvier 2005  |
| 1 min 07 s 42 | Anne-Sophie Le Paranthoën | 1977      | 30  | CN Marseille            | Championnats de France (f)             | Nîmes     | 7 décembre 2007  |
| 1 min 06 s 09 | Sophie de Ronchi          | 1985      | 23  | ES Massy Natation       | Championnats de France (s)             | Angers    | 5 décembre 2008  |
| 1 min 05 s 56 | Sophie de Ronchi          | 1985      | 23  | ES Massy Natation       | Championnats de France (f)             | Angers    | 5 décembre 2008  |
| 1 min 05 s 43 | Sophie de Ronchi          | 1985      | 23  | ES Massy Natation       | Championnats d'Europe (f)              | Rijeka    | 14 décembre 2008 |
| 1 min 05 s 29 | Charlotte Bonnet          | 1995      | 27  | Olympic Nice Natation   | FINA Swimming World Cup 2022 - Germany | Berlin    | 22 octobre 2022  |
| 1 min 05 s 03 | Charlotte Bonnet          | 1995      | 27  | Olympic Nice Natation   | Championnats de France (f)             | Chartres  | 4 novembre 2022  |